# Pelorurus densistriatus
Pelorurus densistriatus är en skalbaggsart som beskrevs av Lewis 1912. Pelorurus densistriatus ingår i släktet Pelorurus och familjen stumpbaggar. Inga underarter finns listade i Catalogue of Life.

## Bildgalleri

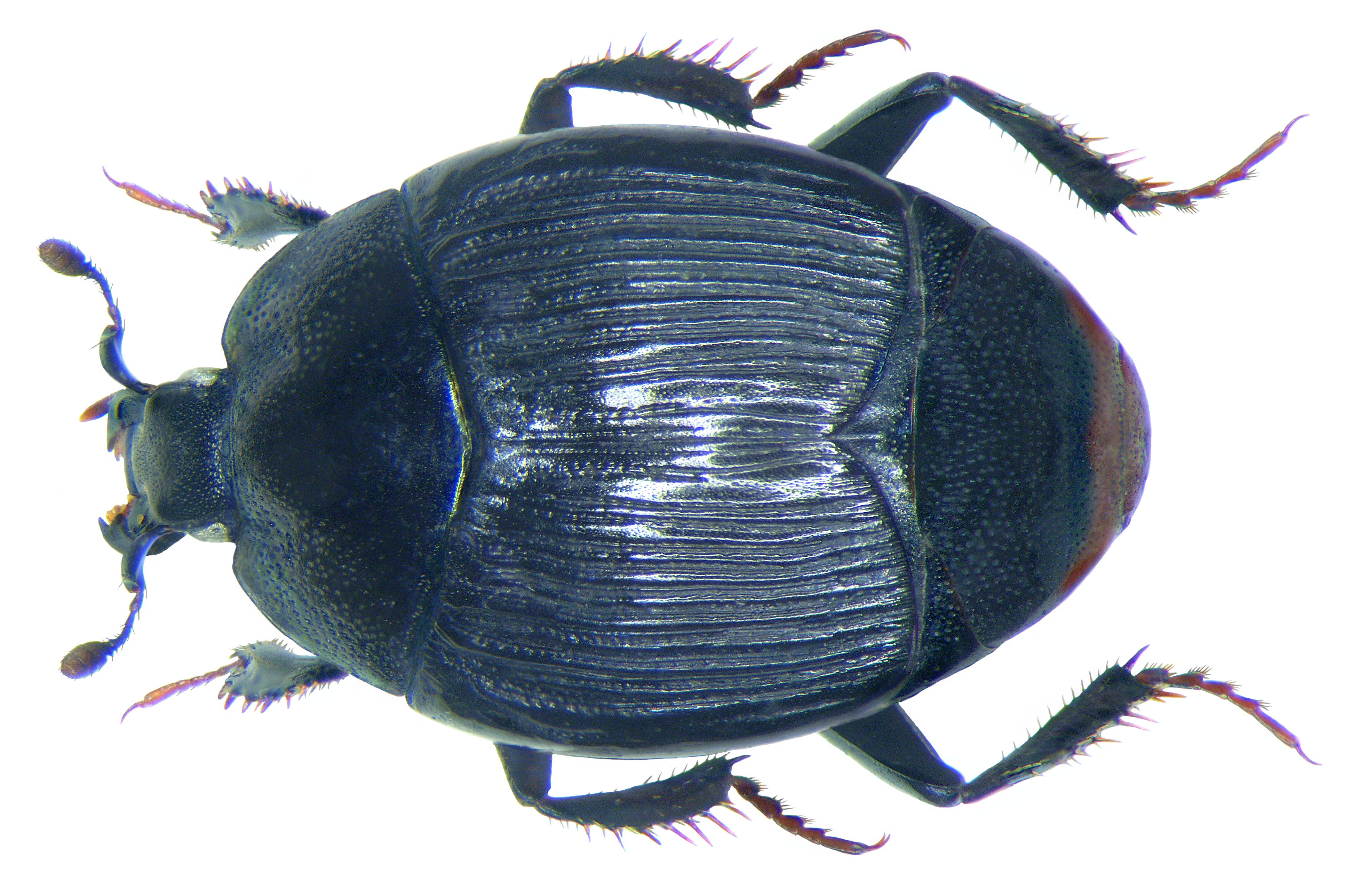